# Købmagergades Postkontor
Købmagergades Postkontor (den tidligere Den kongelige Postgård) lå i Indre By i København på Købmagergade 33 mellem Valkendorfsgade og Løvstræde. Bygningen var tidligere Møinichens Palæ og fra 1780 til 1912 hovedsæde for Post- og Telegrafvæsenet.
Det ved forordning af 24. december 1624 oprettede postvæsen havde fra begyndelsen intet fast lokale, idet embedsmændene udførte arbejdet i deres hjem. I 1711 blev Generalpostamtet oprettet, og i 1722 lejede Generalpostamtet lokaler i en gård i Stormgade i det nuværende nr. 10, og i 1726 flyttede Generalpostamtet ind i en gård Ved Stranden. I 1727 købte det af overpostkontrollør Christian Erlund en gård på Købmagergade skråt over for den nuværende bygning, men den brændte i 1728, hvorefter Generalpostamtet lejede sig ind i Thotts Palæ. Der opførtes nu et nyt posthus på Slotsholmen  ved  Højbro Plads, i det yderste af husrækken langs kanalen ved arkitekt Johan Cornelius Krieger, men efter tronskiftet standsede arbejdet. Bygningen brugtes til værksteder, oplagssted osv., indtil den blev nedrevet med hele husrækken, og Generalpostamtet fik lokaler i Anna Sophies Gård til 1780, hvor den blev overtaget af Den kongelige Porcelainsfabrik.
Staten købte 8. februar 1779 bygningen på Købmagergade, den såkaldte Marskalsgård for 24.000 Rdl. af gehejmekonferensråd Volrad August von der Lühes dødsbo, og efter en af C.F. Harsdorff ledet omdannelse toges den i brug 31. marts 1780. Efter byens anden brand 1795 benyttede Magistraten en tid noget af 1. sal. Bygningen er oprindeligt opført som et firfløjet anlæg 1729-32 ved arkitekt Philip de Lange for oversekretær Christian Møinichen (1683-1749) og blev kaldt Møinichens Palæ. Bygningen er et af Langes hovedværker og viser hans nederlandske barokstil med pyntelige detaljer anbragt på facaden, der står i blankmur.
Bygningen med hovedfløjen, kælder og tre stokværk ud til Købmagergade med portal blev 1843 udvidet ved to for 25.280 Rdl. tilkøbte mindre ejendomme ud til Løvstræde. 1875-77 foretoges en betydelig ombygning navnlig af fløjen (kælder og to stokværk) ud mod Valkendorfsgade ved arkitekt Theodor Zeltner.
1891 tilkøbtes ejendommen på hjørnet af Købmagergade og Løvstræde for 329.000 kr. og 1900 den mellem denne ejendom og den oprindelige bygning på Købmagergade for 215.000 kr. til brug for udvidelse. Udvidelsen fulgte i 1916-25, da arkitekt Andreas Clemmensen lod opføre en bygning (nr. 35-37) ved siden af Postgården, så at den kom til at indtage hele længden mellem Købmagergade og Walkendorfsgade. Tilbygningen blev sæde for Hovedtelegrafen og Statstelefonen. Modsat den gamle Postgård, er denne nybarokke bygning pudset i en grålig nuance. Tilbygningen huser i dag Post & Tele Museum.
I 1912 fraflyttede administrationen bygningen til Centralpostbygningen, mens Postgården blev reduceret til et postkontor. Selve det gamle palæ blev fredet i 1918.
I 1969 blev det afsløret, at en aflytningscentral i Kejsergade ulovligt havde aflyttet udenlandske ambassaders telegrammer ved at koble sig ind på ledningerne til Hovedtelegrafen i Købmagergade.
I 1988 var postkontoret mål for et røveri af begået af Blekingegadebanden.
Den 6. juni 2011 blev der sidste gang omdelt post fra Købmagergades Postkontor. Distributionscentret blev flyttet til lokaler i Københavns Postcenter. I 2014 blev bygningen købt af PFA Pension for 400 mio. kr. Postekspeditionen blev nedlagt i juni 2015. Postkunder i Indre By henvistes til et nyetableret posthus i Pilestræde.

## Overpostmestre i København
Denne liste er ufuldstændig; hjælp gerne med at udfylde den.
- 1850-1853 Frantz Christopher von Jessen
- 1854-1876 Theodor Christian Castenschiold
- 1876-1897 H.G. Petersen
- 1897-1905 Valdemar Kiørboe
- 1905-1912 Jens Wilcken Mørch
- 1912-1921 Martin Hertz
- 1921-1933 F.G.J. Wilhelmsen